# 科恩布魯克 (印地安納州)
科恩布魯克（英語：Corn Brook）是位於美國印地安納州巴塞洛繆縣的一個非建制地區。該地的面積和人口皆未知。

## 地理
科恩布魯克的座標為39°14′40″N 85°56′21″W / 39.24444°N 85.93917°W，而該地的平均海拔高度為193米（即633英尺）。